# Dominik Bittner
Dominik Bittner (* 10. Juni 1992 in Weilheim in Oberbayern) ist ein deutscher Eishockeyspieler, der seit Juli 2025 erneut bei den Schwenninger Wild Wings aus der Deutschen Eishockey Liga (DEL) unter Vertrag steht und dort auf der Position des Verteidigers spielt. Zuvor war Bittner bereits einmal für die Schwenninger Wild Wings sowie die Adler Mannheim, mit denen er im Jahr 2015 die Deutsche Meisterschaft gewann, Grizzlys Wolfsburg und den EHC Red Bull München in der DEL aktiv.

## Karriere

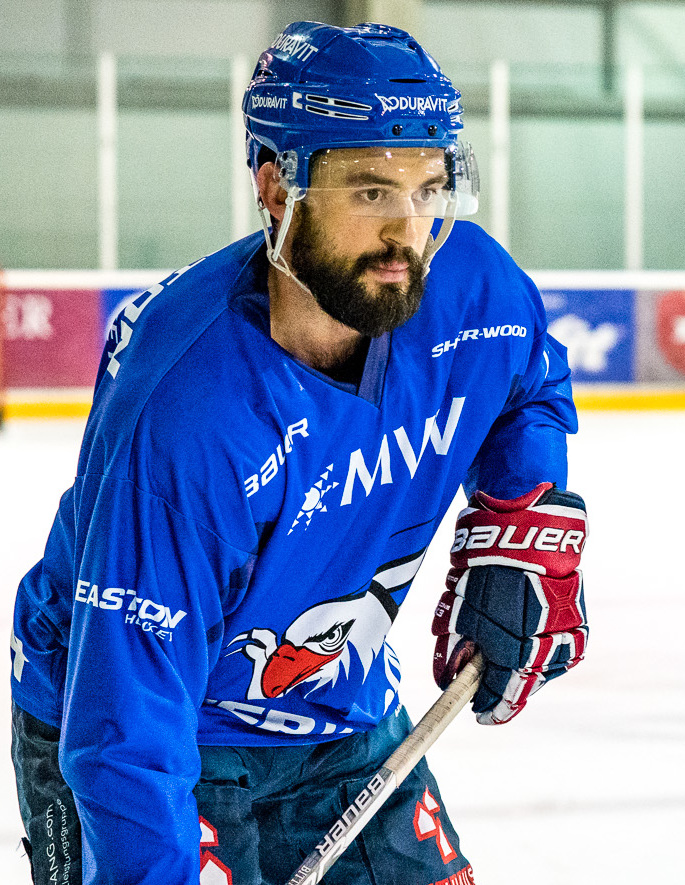
Bittner im Trikot der Adler Mannheim (2017)

Bittner wechselte 2007 aus der Jugend des EC Bad Tölz zu den Jungadlern Mannheim, für die er drei Jahre lang in der Deutschen Nachwuchsliga (DNL) aufs Eis ging, in denen er jeweils die DNL-Meisterschaft feiern konnte. In der Saison 2010/11 wurde er von den Adlern Mannheim mit einer Förderlizenz für die Heilbronner Falken ausgestattet, für die er in der 2. Bundesliga spielte.
Beim CHL Import Draft 2011 wurde Bittner an 51. Stelle von den Everett Silvertips ausgewählt, woraufhin der Verteidiger in die kanadische Western Hockey League (WHL) wechselte. Ab der DEL-Saison 2012/13 stand der Verteidiger bei den Adler Mannheim, mit denen er im Jahr 2015 die Deutsche Meisterschaft gewann, unter Vertrag. Neben seinen Einsätzen in Mannheim spielte er in der Saison 2014/15 auch wieder für die Heilbronner Falken, nunmehr in der DEL2.
Ab April 2017 stand Bittner bei den Schwenninger Wild Wings unter Vertrag und absolvierte insgesamt 90 DEL-Partien für den Klub. Nach der Saison 2018/19 lief sein Vertrag bei den Wild Wings aus und der Verteidiger entschied sich für einen Wechsel zu den Grizzlys Wolfsburg, wo er zunächst einen Zweijahresvertrag erhielt, der später verlängert wurde. Nach der Saison 2022/23 verließ er den Klub nach insgesamt vier Spielzeiten und wechselte zum amtierenden Meister EHC Red Bull München. Dort war er insgesamt zwei Jahre aktiv, ehe im Sommer 2025 die Rückkehr nach Schwenningen erfolgte.

### International
Im Jahr 2009 nahm Bittner für Deutschland an der World U-17 Hockey Challenge sowie der U18-Junioren-Weltmeisterschaft teil. 2010 gelang ihm mit der U20-Nationalmannschaft der Aufstieg in die Top-Division, wo er 2011 ebenfalls zum deutschen Aufgebot bei der U20-Junioren-Weltmeisterschaft gehörte.
Für die A-Nationalmannschaft, in der er im Jahr 2018 debütierte, bestritt Bittner die Weltmeisterschaften der Jahre 2021 und 2022 teil. Dazwischen lag die Nominierung für die Olympischen Winterspiele 2022 in Peking.

## Erfolge und Auszeichnungen
| - 2008 DNL-Meister mit den Jungadler Mannheim - 2009 DNL-Meister mit den Jungadlern Mannheim - 2010 DNL-Meister mit den Jungadlern Mannheim | - 2015 Deutscher Meister mit den Adler Mannheim - 2021 Deutscher Vizemeister mit den Grizzlys Wolfsburg |

### International
- 2010 Aufstieg in die Top-Division bei der U20-Junioren-Weltmeisterschaft der Division I, Gruppe A

## Karrierestatistik

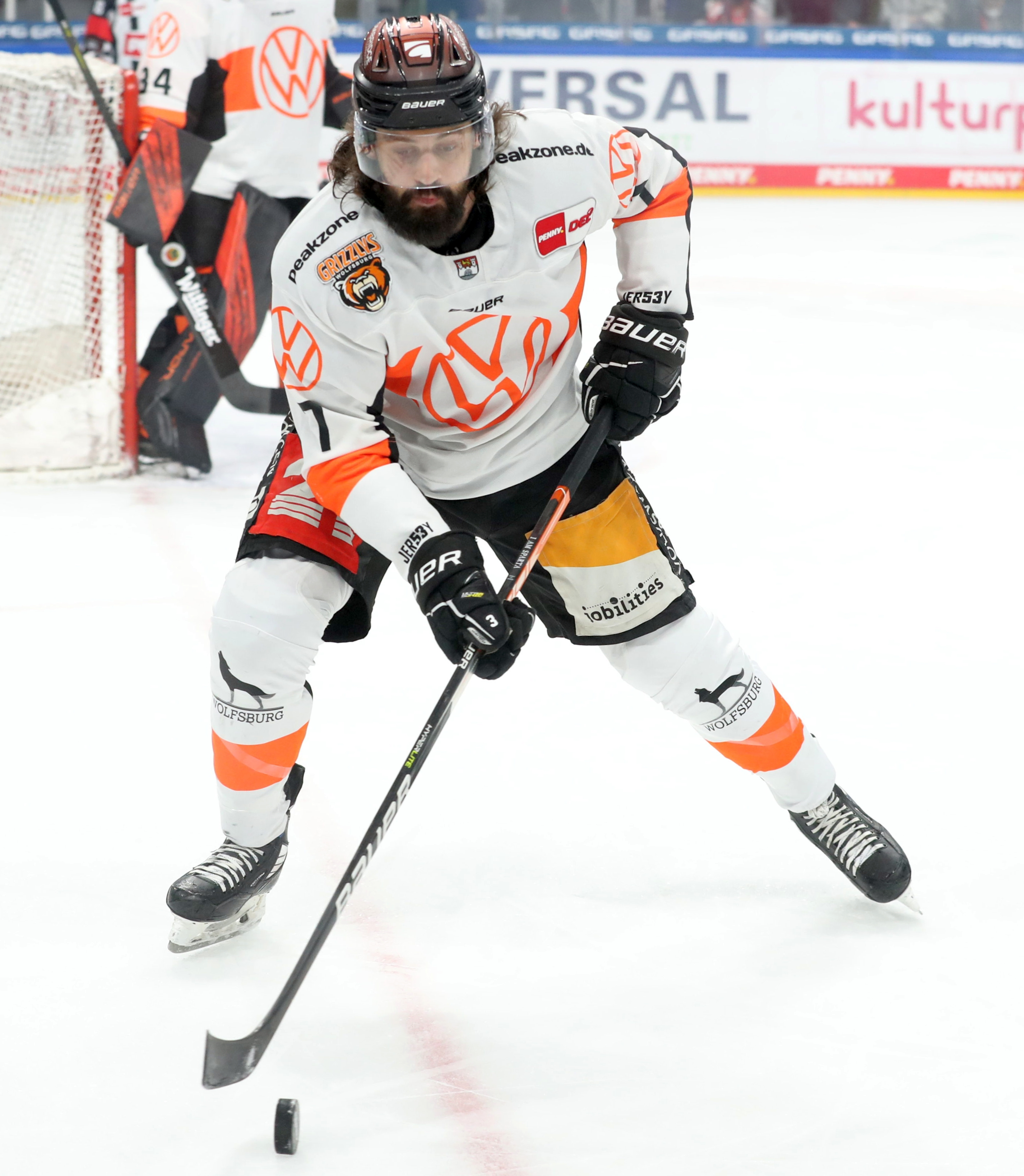
Bittner als Spieler der Grizzlys Wolfsburg (2022)

Stand: Ende der Saison 2024/25

### International
Vertrat Deutschland bei:
| - World U-17 Hockey Challenge 2009 - U18-Junioren-Weltmeisterschaft 2009 - U20-Junioren-Weltmeisterschaft der Division I 2010 - U20-Junioren-Weltmeisterschaft 2011 | - Weltmeisterschaft 2021 - Olympischen Winterspielen 2022 - Weltmeisterschaft 2022 |

(Legende zur Spielerstatistik: Sp oder GP = absolvierte Spiele; T oder G = erzielte Tore; V oder A = erzielte Assists; Pkt oder Pts = erzielte Scorerpunkte; SM oder PIM = erhaltene Strafminuten; +/− = Plus/Minus-Bilanz; PP = erzielte Überzahltore; SH = erzielte Unterzahltore; GW = erzielte Siegtore; 1 Play-downs/Relegation; Kursiv: Statistik nicht vollständig)